# Mojo (vallás)
A mojo (ejtsd: [ˈməʊˌdʒəʊ] vagy [ˈmoʊˌdʒoʊ]) egy kis, általában ruha alatt hordott zacskó a hudu mágiában; egyfajta varázseszköz, gyakran vörös gyapjúból, szája fonállal bekötve. A szó a néger folklórból származik, a hudu hit egy eleme.
A mojo tartalma lehet különböző, hívei által mágikusnak tartott ásványok, növények, állati testrészek, porok, levágott haj és körmök, imákat leíró papírszeletek és hasonlók. Néha egy érem, vagy dobókocka, esetleg mágnes, vagy magnetikus érc.
A mojók viselőjüket megvédik a gonosztól, szerelmet és jószerencsét hoznak, üzleti sikereket stb. A zsákocska megkötése fontos eleme a varázslatnak, ez rögzíti és tartja meg a szellemet, aminek a segítségét keresik. Ezért, ha a mojo rosszul készült, az ereje elillan, mint a parfüm.

## Eredete
A hudu afrikai gyökerű népi varázslat, a Nyugat- és Közép Afrikából (Kongó, Angola, Togo, Nigéria stb) elhurcolt rabszolgákkal került Amerikába. Már a 19. századtól elterjedten ismerik, s akár napjainkban is találkozhatunk vele.
A hudu és a vudu fogalmát gyakran keverik, de közel sem fedik le egymást, bár egy kultúrkörhöz tartoznak. A vudu egy vallás, ami az USA-ban bejegyzett státuszt élvez, míg a hudu a népfolklór része.

## A mojo típusai
Más, helyi jellegű elnevezésekkel is illetik ugyanazt, illetve léteznek speciális mojo zacskók például a gree-gree, gris-gris vagy gri-gri (bantu eredetű szó), és mások (mojo hand, conjure bag, conjure hand, toby, jomo, és nation sack). Haitin ezeket a típusú varázsszereket wangának, oangának vagy wangernek hívják.

## Zenei hivatkozások
A hudut és elemeit, így a mojót is többször megénekelték- elsősorban bluesegyüttesek.
A Spider's Nest Bluesban, amit Hattie Hart énekel a Memphis Jug Banddel, New Orleansba akar menni egy tobyért (mojo), mert a dal szerint olyan sok gondja van. Itt a  mojo védelmező szerepet tölt be. Számos dalban – például Scarey Day Blues, Talkin' to Myself és Ticket Agent Blues (mind Blind Willie McTelltől) – egy nőnek van mojója, amit megpróbál titokban tartani. A rejtett mojo ez esetben a szintén takargatott nemiség metaforája. A zacskó-, vagy tárcaszerű mojók rendszerint a női nemi szervek megfelelői, és így jóval többször hozzák a mojók használatát nőkkel, mint férfiakkal kapcsolatba.
- Aunt Caroline Dyer Blues – The Memphis Jug Band (mojo)
- Automatic Mojo – Meat Puppets (a Huevos albumon)
- Bad Mojo Stomp – Mojomatics (az A Sweet Mama Gonna Hoodoo Me albumon)
- CAUTION (Do Not Stop on Tracks) – The Grateful Dead
- Compton – Beenie Man és Guerilla Black ("you loose your mojo")
- Got My Mojo Working - Muddy Waters
- Hootchie Cootchie Man - Muddy Waters (előadó)
- L.A. Woman – The Doors
- Leroy – Wheatus (mojo man)
- Little Queen of Spades – Robert Johnson (mojo)
- She Drives Me Wild – Michael Jackson (mojo in her pocket)
- Egg Raid on Mojo – Beastie Boys
- Mojo (The Big Hunt) – Nick Cave
- Andrew "Dice" Clay - I Ain't Got You ("I got a mojo, don't you know")
- Chico Hamilton ft Gabor Szabo - Got My Mojo Working